# Pogonomelomys bruijni
Espèce
Statut de conservation UICN

 LC  : Préoccupation mineure
Pogonomelomys bruijni est une espèce de rongeurs de la famille des Muridés.

## Répartition et habitat
Cette espèce est endémique à l'Indonésie, elle est présente sur les îles de Salawati et de Nouvelle-Guinée. C'est une espèce arboricole, qui vit vraisemblablement dans la forêt tropicale humide de basse altitude.